# Pliciloricus dubius
Pliciloricus dubius es una especie de loricífero marino de la familia Pliciloricidae. Fue descrito por Higgins & Kristensen en 1986.

## Distribución
Pliciloricus dubius ha sido citada en aguas del océano Atlántico norte y noroccidental.